# Ethel Clayton
Ethel Clayton (Champaign, 8 novembre 1882 – Oxnard, 11 giugno 1966) è stata un'attrice statunitense.

## Biografia
Nata nel 1882 nell'Illinois, Ethel Clayton - dopo gli studi - cominciò a recitare in piccole compagnie di giro, approdando in seguito alla Frawley Organization dove, a poco a poco, fece carriera, arrivando a ruoli di primo piano. Girò il suo primo film nel 1909 per la Essanay Film Manufacturing Company. Bionda, con un tipo di bellezza che ricordava quello dei famosi disegni della Gibson Girl di Charles Dana Gibson, Ethel Clayton incontrò presto il successo. Dopo l'Essanay, passò a lavorare per la Lubin, messa sotto contratto da Siegmund Lubin. Apparve anche in una edizione delle Ziegfeld Follies.
Dopo l'avvento del sonoro, per tutti gli anni trenta e gran parte dei quaranta, continuò a lavorare in film di serie B, talvolta anche in ruoli da comparsa.
Nella sua carriera, prese parte a quasi duecento film. La sua ultima apparizione fu, non accreditata, ne La storia di Pearl White del 1947.
Morì a Oxnard, in California, l'11 giugno 1966 all'età di 83 anni.

### Vita privata
Ethel Clayton si sposò una prima volta con il regista Joseph Kaufman, morto nel 1918, vittima dell'epidemia di spagnola. Nel 1928, si risposò a Minneapolis con l'attore Ian Keith. I due divorziarono nel 1931 per poi risposarsi. Anche il secondo matrimonio tra i due, però, si risolse con il divorzio: l'attore fu accusato entrambe le volte di crudeltà e alcoolismo.

## Premi e riconoscimenti
Per il suo contributo all'industria cinematografica a Ethel Clayton fu assegnata una stella sulla Hollywood Walk of Fame al 6936 di Hollywood Blvd.

## Galleria d'immagini

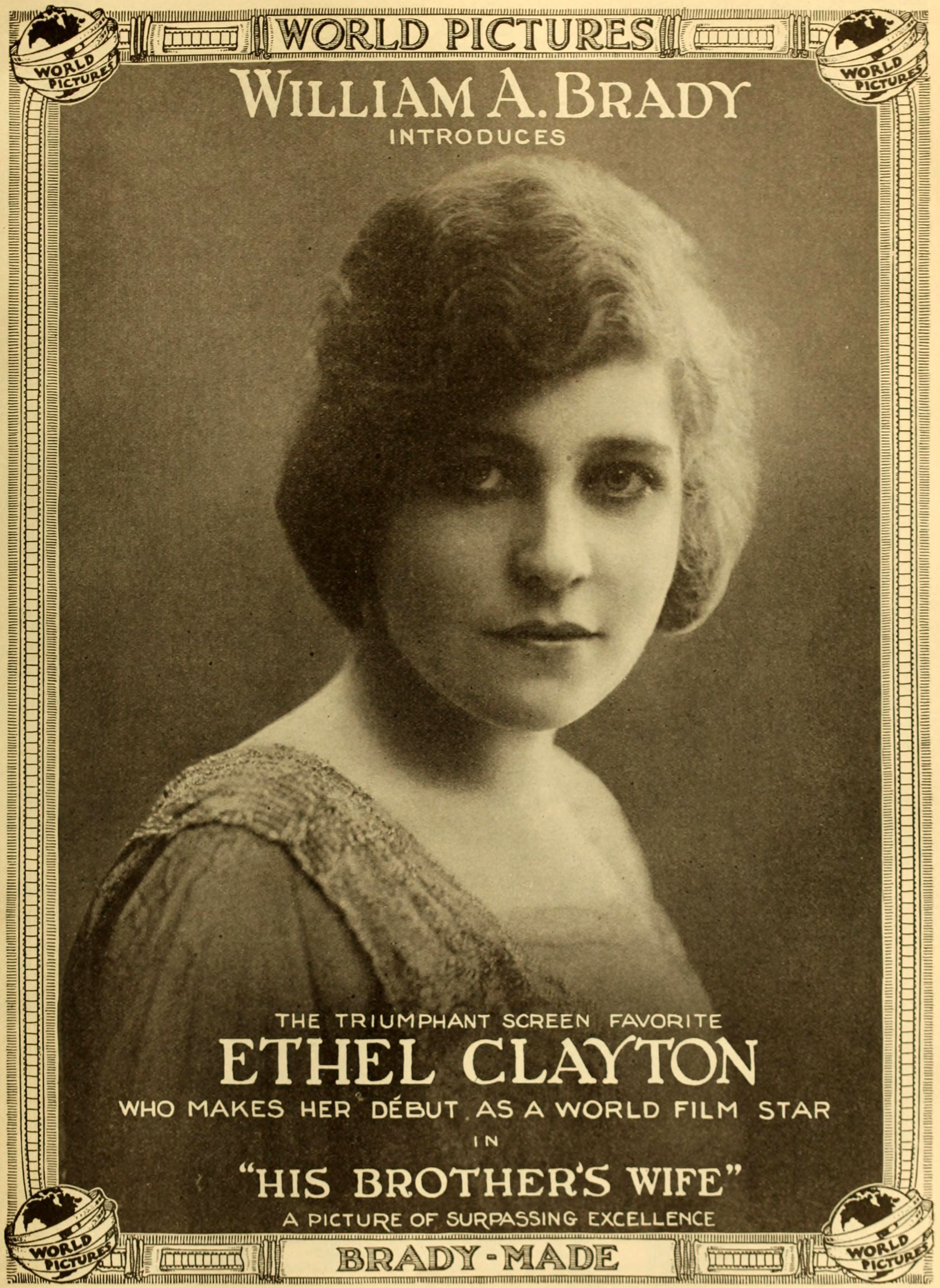
His Brother's Wife (1916)
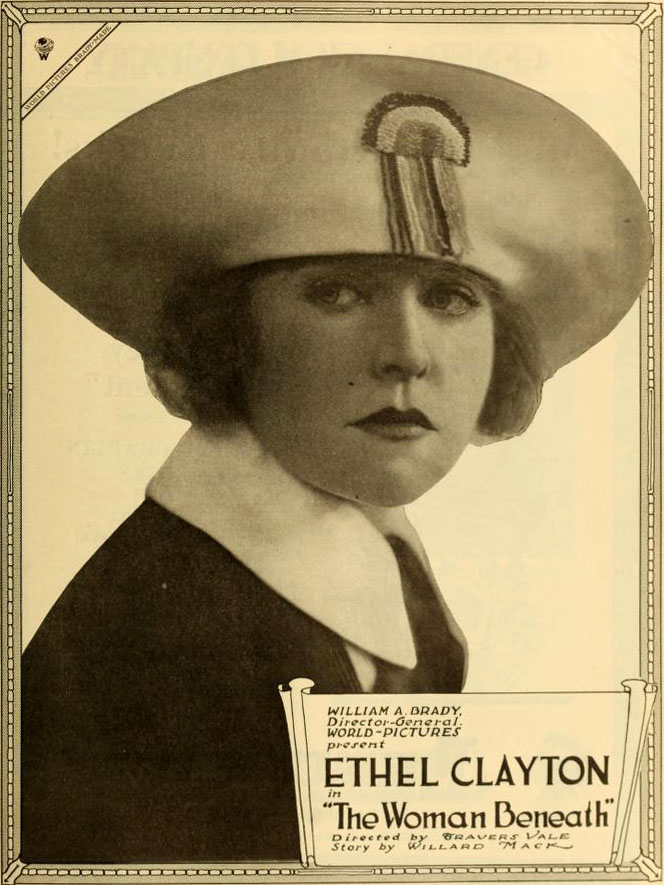
THe Woman Beneath (1917)
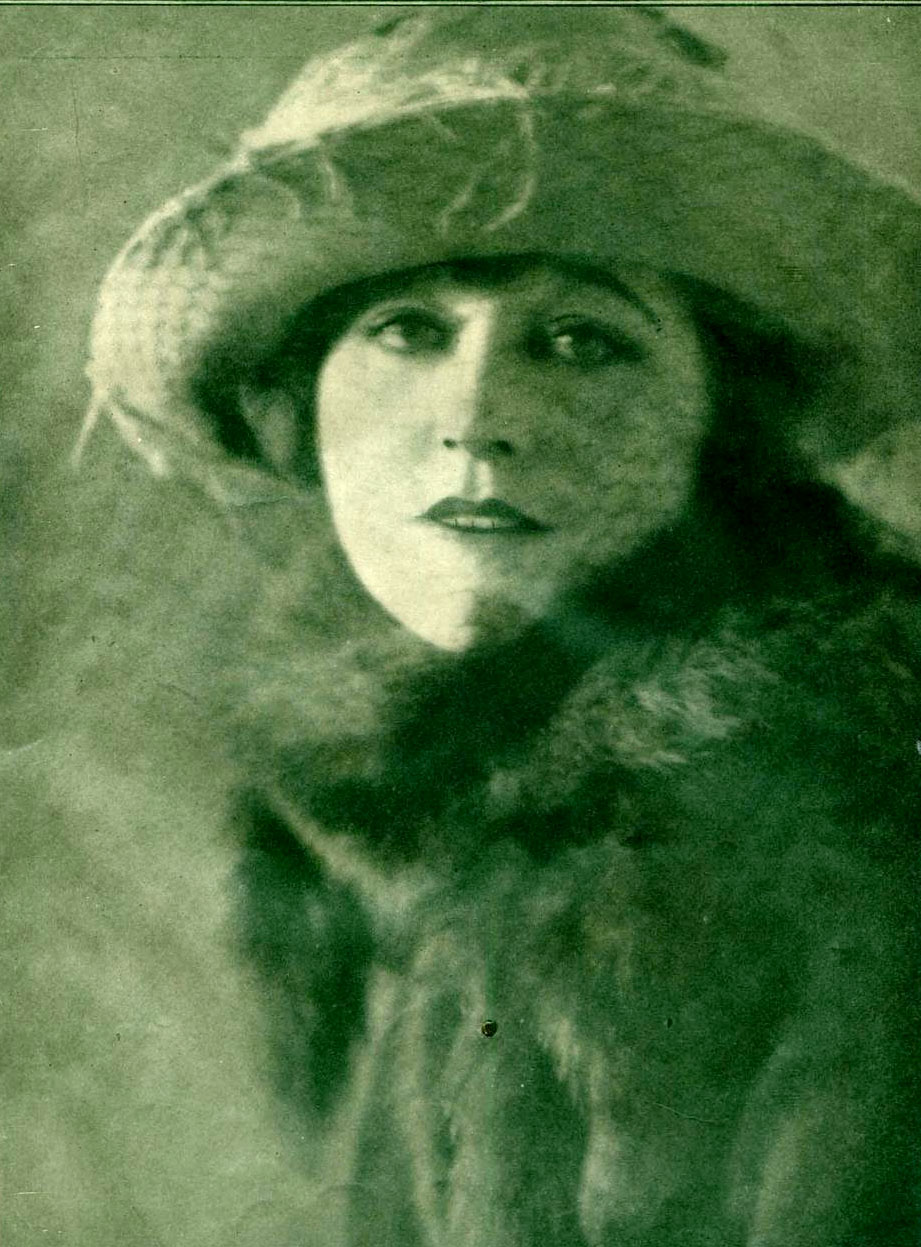
(1922)

## Filmografia

### Attrice
- Justified, regia di Tom Ricketts – cortometraggio (1909)
- Gratitude, regia di Tom Ricketts – cortometraggio (1909)
- The Brothers – cortometraggio (1909)
- The Twelfth Juror – cortometraggio (1909)
- The Tout's Remembrance, regia di Gilbert M. 'Broncho Billy' Anderson – cortometraggio (1910)
- For the Love of a Girl, regia di Barry O'Neil – cortometraggio (1912)
- A Romance of the Coast – cortometraggio (1912)
- The Doctor's Debt – cortometraggio (1912)
- The Last Rose of Summer – cortometraggio (1912)
- Pilgrim's Progress, regia di Francis Powers (1912)
- Just Maine Folk – cortometraggio (1912)
- An Irish Girl's Love – cortometraggio (1912)
- The Wonderful One-Horse Shay – cortometraggio (1912)
- Home Sweet Home, regia di Barry O'Neil – cortometraggio (1912)
- Art and Honor – cortometraggio (1912)
- His Children, regia di Barry O'Neil – cortometraggio (1913)
- Friend John, regia di Arthur V. Johnson – cortometraggio (1913)
- Heroes One and All – cortometraggio (1913)
- The Faith of a Girl, regia di Barry O'Neil – cortometraggio (1913)
- A Hero Among Men, regia di Barry O'Neil – cortometraggio (1913)
- Home Sweet Home, regia di Barry O'Neil – cortometraggio (1913)
- The Price Demanded, regia di Barry O'Neil – cortometraggio (1913)
- The New Gown – cortometraggio (1913)
- When Tony Pawned Louisa, regia di Barry O'Neil – cortometraggio (1913)
- The Police Inspector – cortometraggio (1913)
- Mary's Temptation, regia di Barry O'Neil – cortometraggio (1913)
- The Burning Rivet, regia di Barry O'Neil – cortometraggio (1913)
- Seeds of Wealth, regia di Barry O'Neil – cortometraggio (1913)
- Self Convicted
- The Scarf Pin
- A Deal in Oil
- His Code of Honor
- The Momentous Decision
- When the Earth Trembled, regia di Barry O'Neil - mediometraggio (1913)
- Partners in Crime, regia di Harry Myers – cortometraggio (1913)
- The Scapegrace
- The Smuggler's Daughter – cortometraggio (1913)
- The Doctor's Romance – cortometraggio (1913)
- The Lion and the Mouse, regia di Barry O'Neil (1914)
- The Catch of the Season, regia di Harry Myers – cortometraggio (1914)
- The Daughters of Men, regia di George Terwilliger (1914)
- The Gamblers, regia di George W. Terwilliger (1914)
- A Daughter of Eve, regia di Barry O'Neil (1914)
- The Wolf, regia di Barry O'Neil (1914)
- The House Next Door, regia di Barry O'Neil (1914)
- The Fortune Hunter, regia di Barry O'Neil (1914)
- The Attorney for the Defense – cortometraggio (1915)
- The Furnace Man, regia di Joseph Kaufman – cortometraggio (1915)
- His Soul Mate, regia di Joseph Kaufman – cortometraggio (1915)
- It All Depends, regia di Barry O'Neil – cortometraggio (1915)
- The Millinery Man, regia di Joseph Kaufman – cortometraggio (1915)
- A Woman Went Forth, regia di Joseph Kaufman – cortometraggio (1915)
- Mazie Puts One Over, regia di Joseph Kaufman – cortometraggio (1915)
- Here Comes the Bride, regia di Joseph Kaufman – cortometraggio (1915)
- The Blessed Miracle, regia di Joseph Kaufman – cortometraggio (1915)
- Monkey Business, regia di Joseph Kaufman – cortometraggio (1915)
- The Unmarried Husband  – cortometraggio
- Capturing the Cook, regia di Joseph Kaufman – cortometraggio (1915)
- Just Look at Jake, regia di Joseph Kaufman – cortometraggio (1915)
- The College Widow, regia di Barry O'Neil (1915)
- In the Dark, regia di Joseph Kaufman – cortometraggio (1915)
- The Sporting Duchess, regia di Barry O'Neil (1915)
- The Darkness Before Dawn, regia di Joseph Kaufman – cortometraggio (1915)
- Money! Money! Money!, regia di Joseph Kaufman – cortometraggio (1915)
- When the Light Came In, regia di Joseph Kaufman – cortometraggio (1915)
- The Earl's Adventure
- A Day of Havoc, regia di Joseph Kaufman – cortometraggio (1915)
- The Deception, regia di Joseph Kaufman – cortometraggio (1915)
- It Was to Be, regia di Joseph Kaufman – cortometraggio (1915)
- The Mirror, regia di Joseph Kaufman – cortometraggio (1915)
- In Spite of Him, regia di Joseph Kaufman – cortometraggio (1915)
- The Orgy, regia di Joseph Kaufman – cortometraggio (1915)
- The Great Divide, regia di Edgar Lewis (1915)
- Ophelia, regia di Joseph Kaufman (1916)
- Dollars and the Woman, regia di Joseph Kaufman (1916)
- His Brother's Wife, regia di Harley Knoles (1916)
- A Woman's Way, regia di Barry O'Neil (1916)
- Husband and Wife, regia di Barry O'Neil (1916)
- The Hidden Scar, regia di Barry O'Neil (1916)
- Beyond the Wall o The Madness of Helen, regia di Travers Vale (1916)
- The New South
- The Bondage of Fear, regia di Travers Vale (1917)
- The Web of Desire, regia di Émile Chautard (1917)
- Man's Woman
- Yankee Pluck, regia di George Archainbaud (1917)
- The Stolen Paradise, regia di Harley Knoles (1917)
- Fiamme sul mare (Souls Adrift), regia di Harley Knoles (1917)
- The Dormant Power, regia di Travers Vale (1917)
- Easy Money, regia di Travers Vale (1917)
- The Woman Beneath, regia di Travers Vale (1917)
- Stolen Hours, regia di Travers Vale (1918)
- The Whims of Society, regia di Travers Vale (1918)
- The Witch Woman, regia di Travers Vale (1918)
- Journey's End, regia di Travers Vale (1918)
- The Man Hunt, regia di Travers Vale (1918)
- The Girl Who Came Back, regia di Robert G. Vignola (1918)
- A Soul Without Windows, regia di Travers Vale (1918)
- Women's Weapons, regia di Robert G. Vignola (1918)
- The Mystery Girl, regia di William C. deMille (1918)
- Maggie Pepper
- Pettigrew's Girl, regia di George Melford (1919)
- The Woman Next Door, regia di Robert G. Vignola (1919)
- Men, Women, and Money, regia di George Melford (1918)
- A Sporting Chance, regia di George Melford (1919)
- More Deadly Than the Male, regia di Robert G. Vignola (1919)
- The Thirteenth Commandment, regia di Robert G. Vignola  (1920)
- Young Mrs. Winthrop, regia di Walter Edwards (1920)
- Notte di peccato (A Lady in Love), regia di Walter Edwards (1920)
- The Ladder of Lies, regia di Tom Forman (1920)
- Crooked Streets, regia di Paul Powell (1920)
- A City Sparrow, regia di Sam Wood (1920)
- The Sins of Rosanne, regia di Tom Forman (1920)
- The Price of Possession, regia di Hugh Ford] (1921)
- Sham, regia di Thomas N. Heffron (1921)
- Wealth, regia di William D. Taylor (1921)
- Beyond, regia di William Desmond Taylor (1921)
- Exit the Vamp, regia di Frank Urson (1921)
- Her Own Money, regia di Joseph Henabery (1922)
- The Cradle, regia di Paul Powell  (1922)
- For the Defense, regia di Paul Powell (1922)
- S'io fossi regina (If I Were Queen), regia di Wesley Ruggles (1922)
- Can a Woman Love Twice?, regia di James W. Horne (1923)
- The Remittance Woman, regia di Wesley Ruggles (1923)
- The Mansion of Aching Hearts, regia di James P. Hogan (1925)
- Le tre moschettiere (Wings of Youth), regia di Emmett J. Flynn (1925)
- La nipote parigina (Lightnin') regia di John Ford (1925)
- The Bar-C Mystery, regia di Robert F. Hill (1926)
- The Merry Widower, regia di Richard Wallace (1926)
- Sunny Side Up, regia di Donald Crisp (1926)
- Risky Business, regia di Alan Hale (1926)
- His New York Wife, regia di Albert H. Kelley (1926)
- The Princess from Hoboken, regia di Allen Dale (1927)
- The Princess on Broadway, regia di Dallas M. Fitzgerald (1927)
- The Crooked Circle, regia di H. Bruce Humberstone (1932)
- The All-American, regia di Russell Mack e, non accreditato, George Stevens (1932)
- Segreti (Secrets), regia di Frank Borzage (1933)

### Film o documentari dove appare Ethel Clayton
- The Volunteer, regia di Harley Knoles - cameo (1917)
- Screen Snapshots, Series 2, No. 22-F

## Spettacoli teatrali
- His Name on the Door (Broadway, 22 novembre 1909)
- Ziegfeld Follies of 1911 (Broadway, 26 giugno 1911)
- The Brute (Broadway, 8 ottobre 1912)
- The Red Canary (Broadway, 13 aprile 1914)
- Nobody Home (Broadway, 20 aprile 1915)
- You're in Love (Broadway, 6 febbraio 1917)
- Fancy Free (Broadway, 11 aprile 1918)